# WILL学園
学研のサポート校 WILL学園（ウィルがくえん）は、学研ホールディングスが運営する通信制サポート校・フリースクール。
小学校6年生だけを対象とした初等部課程、中等部課程、高等部課程、学園卒業者対象の進路準備過程などのコースがある。
また、通学型支援の他に、登校が難しい生徒についてはアウトリーチ的な訪問在宅支援も行っており、基礎学力の向上やコミュニケーション能力の向上を目的としている。

## 所在地
- 高田馬場キャンパス

東京都新宿区高田馬場1-14-9
アクセス:JR・西武新宿・地下鉄東西線　高田馬場駅下車　徒歩5分
地下鉄副都心線　西早稲田駅下車　徒歩5分
- 立川キャンパス

東京都立川市錦町3-1-13 立川ASビル3F
アクセス:立川駅　徒歩4分・多摩モノレール立川南駅　徒歩2分
- さいたまキャンパス

埼玉県さいたま市中央区鈴谷2-744-1第一フロンティアビル3F　JR埼京線　南与野駅　徒歩3分
- 横浜キャンパス

神奈川県横浜市神奈川区鶴屋町2-21-1　ダイヤビル6F
アクセス:JR線・京急線・東急線・みなとみらい線・相鉄線・横浜市営地下鉄線「横浜駅」から徒歩4分
- 名古屋キャンパス

愛知県名古屋市中村区名駅2-40-16名駅野村ビル4F
JR各線　名古屋駅桜通口　徒歩6分　名古屋市営地下鉄線　名古屋駅1番出口　徒歩2分　
- 大阪梅田キャンパス

大阪府大阪市北区中崎西1-2-13 サプライズビル4F
アクセス:大阪駅徒歩10分　阪急大阪梅田駅徒歩8分
OsakaMetro中崎町駅徒歩1分
- 明石キャンパス

兵庫県明石市本町1丁目1−28　明石中村ビル4F
　明石駅 徒歩3分

※全て公式HPから引用